# Limnophila (Limnophila) roraima
Limnophila (Limnophila) roraima is een tweevleugelige uit de familie steltmuggen (Limoniidae). De soort komt voor in het Neotropisch gebied.